# Теория Бранса — Дикке
Тео́рия Бра́нса — Ди́кке (реже тео́рия Йо́рдана — Бра́нса — Ди́кке) — скалярно-тензорная теория гравитации, совпадающая в одном из пределов с общей теорией относительности. В теории Йордана — Бранса — Дикке как скалярно-тензорной метрической теории гравитационное воздействие на материю реализуется через метрический тензор пространства-времени, а материя влияет на метрику не только непосредственно, но и через генерируемое дополнительно скалярное поле {\displaystyle \phi }. Из-за этого в теории Йордана — Бранса — Дикке гравитационная постоянная G не обязательно постоянна, но зависит от скалярного поля {\displaystyle 1/G\sim \phi }, которое может изменяться в пространстве и времени. 
Эта теория получила окончательную формулировку в 1961 году в статье Карла Бранса и Роберта Дикке, которая опиралась существенным образом на работу Паскуаля Йордана 1959 года. В «золотой век» общей теории относительности эта теория рассматривалась как достойный соперник общей теории относительности из числа альтернативных теорий гравитации.
Как теория, сводящаяся к ОТО при специальном наборе параметров, теория Йордана — Бранса — Дикке не может быть опровергнута экспериментами, не противоречащими общей теории относительности. Однако подтверждающие предсказания теории относительности эксперименты значительно ограничивают допустимый произвол параметров теории Йордана — Бранса — Дикке. В настоящее время теорию Йордана — Бранса — Дикке поддерживает меньшинство физиков.

## Сравнение с общей теорией относительности
Как ОТО, так и теория Бранса — Дикке представляют собой примеры классических теорий гравитационного поля, называемых метрическими теориями. В этих теориях пространство-время описывается метрическим тензором {\displaystyle g_{ab}}, а гравитационное поле представляется, полностью или частично, тензором кривизны Римана {\displaystyle R_{abcd}}, который определяется метрическим тензором.
Все метрические теории удовлетворяют принципу эквивалентности Эйнштейна, который на современном геометрическом языке гласит, что в маленькой области пространства, слишком маленькой, чтобы в ней проявлялись эффекты, связанные с кривизной пространства, все законы физики, существующие в специальной теории относительности, верны в локальной лоренцевой системе отсчёта. Отсюда следует, что, во всех метрических теориях проявляется эффект гравитационного красного смещения.
Как и в ОТО, источником гравитационного поля является тензор энергии-импульса. Однако способ, которым наличие этого тензора в какой-либо области пространства влияет на гравитационное поле в этой области, оказывается другим.  В теории Бранса — Дикке в дополнение к метрике, которая является тензором второго ранга, существует так же скалярное поле {\displaystyle \phi }, которое физически проявляется как изменение в пространстве эффективной гравитационной постоянной.
Уравнения поля теории Бранса — Дикке содержат параметр {\displaystyle \omega }, называемый константой связи Бранса — Дикке. Это настоящая безразмерная константа, которая выбирается один раз и не изменяется. Разумеется, её следует выбирать так, чтобы она соответствовала наблюдениям. Кроме того, существующее фоновое значение эффективной гравитационной постоянной должно быть использовано в качестве граничного условия. При возрастании константы связи теория Бранса — Дикке даёт предсказания, всё более близкие к ОТО, а в пределе {\displaystyle \omega \to \infty } переходит в неё.
В ОТО безразмерные константы отсутствуют, и, следовательно, её легче опровергнуть экспериментом, чем теорию Бранса — Дикке. Теории, допускающие подгонку параметров, в принципе считаются менее удовлетворительными, и при выборе из двух альтернативных теорий следует выбирать ту, которая содержит меньшее количество параметров (принцип бритвы Оккама). Однако в некоторых теориях такие параметры являются необходимыми.
Теория Бранса — Дикке является менее строгой, чем ОТО и в ещё одном смысле — она допускает большее количество решений. В частности, точное вакуумное решение уравнений Эйнштейна ОТО, дополненное тривиальным скалярным полем {\displaystyle \phi =1}, становится точным вакуумным решением в теории Бранса — Дикке, однако некоторые решения, которые не являются вакуумными решениями ОТО, при соответствующем выборе скалярного поля становятся вакуумными решениями теории Бранса — Дикке. Аналогично, важный класс метрик пространства-времени, называемых pp-волнами, являются нулевыми пылевыми решениями как в ОТО, так и в теории Бранса — Дикке, однако в теории Бранса — Дикке существуют дополнительные волновые решения, имеющие геометрии, невозможные в ОТО.
Как и ОТО, теория Бранса — Дикке предсказывает гравитационное линзирование и прецессию перигелия планет, вращающихся вокруг Солнца. Однако точные формулы, описывающие эти эффекты в ней, зависят от значения константы связи {\displaystyle \omega }. Это означает, что из наблюдений может быть получено значение нижней границы на возможные значения {\displaystyle \omega }. В 2003 году в ходе эксперимента Кассини-Гюйгенс было показано, что {\displaystyle \omega } должно превышать 40000.
Часто можно услышать, что теория Бранса — Дикке, в отличие от ОТО, удовлетворяет принципу Маха. Однако некоторые авторы утверждают, что это не так (особенно учитывая отсутствие консенсуса о том, что, собственно, представляет собой принцип Маха). Обычно утверждается, что ОТО может быть получена из теории Бранса — Дикке при {\displaystyle \omega \to \infty }. Однако Фараони (см. ссылки) утверждает, что такая точка зрения является упрощением. Утверждается также, что только ОТО удовлетворяет сильному принципу эквивалентности.

## Уравнения поля
Уравнения поля в теории Бранса — Дикке имеют следующий вид:
{\displaystyle \Box \phi ={\frac {8\pi }{3+2\omega }}T},
{\displaystyle G_{ab}={\frac {8\pi }{\phi }}T_{ab}+{\frac {\omega }{\phi ^{2}}}\left(\partial _{a}\phi \partial _{b}\phi -{\frac {1}{2}}g_{ab}\partial _{c}\phi \partial ^{c}\phi \right)+{\frac {1}{\phi }}(\nabla _{a}\nabla _{b}\phi -g_{ab}\Box \phi ),}
где
{\displaystyle \omega } — безразмерная константа связи Бранса — Дикке,
{\displaystyle g_{ab}} — метрический тензор,
{\displaystyle G_{ab}=R_{ab}-{\frac {1}{2}}Rg_{ab}} — тензор Эйнштейна,
{\displaystyle R_{ab}=R^{m}{}_{amb}} — тензор Риччи, след тензора кривизны,
{\displaystyle R=R^{m}{}_{m}} — скаляр Риччи, след тензора Риччи,
{\displaystyle T_{ab}} — тензор энергии-импульса,
{\displaystyle T} — след {\displaystyle T_{ab}},
{\displaystyle \phi } — скалярное поле,
{\displaystyle \Box } — оператор Лапласа — Бельтрами или ковариантный волновой оператор, {\displaystyle \Box \phi =\phi ^{;a}{}_{;a}}.
Первое уравнение утверждает, что след тензора энергии-импульса является источником скалярного поля {\displaystyle \phi }. Так как электромагнитное поле вносит вклад только в бесследовые члены тензора энергии-импульса, то в областях пространства, содержащих только электромагнитное поле (плюс гравитационное поле), правая часть выражения обращается в ноль и {\displaystyle \phi } свободно проходит сквозь электровакуумный регион и {\displaystyle \phi } удовлетворяет волновому уравнению (для искривлённого пространства). Это означает, что любые изменения в {\displaystyle \phi } свободно распространяется через электровакуумную область; в этом смысле мы можем утверждать, что {\displaystyle \phi } является дальнодействующем полем
Второе уравнение описывает, каким образом тензор энергии-импульса и скалярное поле {\displaystyle \phi } совместно влияют на пространство-время. Слева тензор Эйнштейна может рассматриваться как средняя кривизна. Из математики следует, что в любой метрической теории тензор Римана может быть записан как сумма тензора Вейля (также называемого конформным тензором кривизны) плюс слагаемого, собираемого из тензора Эйнштейна.
Для сравнения, уравнения поля в общей теории относительности
{\displaystyle G_{ab}=8\pi T_{ab}.}
Оно означает, что в ОТО кривизна Эйнштейна полностью определяется тензором энергии-импульса, а другое слагаемое, кривизна Вейля, соответствует части гравитационного поля, распространяющейся сквозь вакуум. А в теории Бранса — Дикке тензор Эйнштейна определяется частично непосредственно присутствующими энергией и импульсом, а частично дальнодействующим скалярным полем {\displaystyle \phi }.
Уравнения поля в вакууме обоих теорий получаются при занулении тензора энергии-импульса. Они описывают ситуацию, когда все поля, кроме гравитационного, отсутствуют.

## Действие
Лагранжиан, содержащий полное описание теории Бранса — Дикке, выглядит следующим образом:
{\displaystyle S={\frac {1}{16\pi }}\int d^{4}x{\sqrt {-g}}\left(\phi R-\omega {\frac {\partial _{a}\phi \partial ^{a}\phi }{\phi }}+{\mathcal {L}}_{\mathrm {M} }\right),}
где
{\displaystyle g} — детерминант метрики,
{\displaystyle {\sqrt {-g}}\,d^{4}x} — четырёхмерная форма объёма,
{\displaystyle {\mathcal {L}}_{\mathrm {M} }} — лагранжиан вещества.
Последнее слагаемое включает в себя вклад обычной материи и электромагнитного поля. В вакууме он обращается в ноль, и то, что остаётся, называется гравитационным слагаемым. Для того, чтобы получить вакуумные уравнения, мы должны посчитать его вариации относительно метрики {\displaystyle g_{ab}}; это даст нам второе из уравнений поля. При расчёте же вариаций относительно скалярного поля {\displaystyle \phi } мы получим первое из уравнений.
Заметим что, в отличие от уравнений ОТО, слагаемое {\displaystyle \delta R_{ab}/\delta g_{cd}} не обнуляется, так как результат не является полным дифференциалом. Можно показать, что:
{\displaystyle {\frac {\delta (\phi R)}{\delta g^{ab}}}=\phi R_{ab}+g_{ab}g^{cd}\phi _{;cd}-\phi _{;ab}.}
Для того, чтобы доказать это воспользуемся тем, что
{\displaystyle \delta (\phi R)=R\delta \phi +\phi R_{mn}\delta g^{mn}+\phi \nabla _{s}(g^{mn}\delta \Gamma _{nm}^{s}-g^{ms}\delta \Gamma _{rm}^{r}).}
При вычислении {\displaystyle \delta \Gamma } в римановых нормальных координатах 6 индивидуальных слагаемых оказываются равными нулю. Ещё 6 могут быть скомбинированы, используя теорему Стокса, что даёт {\displaystyle (g_{ab}g^{cd}\phi _{;cd}-\phi _{;ab})\delta g^{ab}}.
Для сравнения, в общей теории относительности действие имеет вид:
{\displaystyle S=\int d^{4}x{\sqrt {-g}}\,\left({\frac {R}{16\pi G}}+{\mathcal {L}}_{\mathrm {M} }\right).}
Считая вариации гравитационного члена относительно {\displaystyle g_{ab}}, получаем полевые уравнения Эйнштейна в вакууме.
В обоих теориях полные полевые уравнения могут быть получены путём вариаций полного лагранжиана, так что они обладают действием.